# 張尹 (諸羅県知県)
張 尹（ちょう いん、生没年不詳）は、清朝の官人。山西崞県の出身。歳貢。
康熙29年（1690年）に、朱道中の後任として台湾府諸羅県の知県に就任。台南以北の台湾政治を掌管した。管轄区域は現在の嘉義、彰化、台中、台北。後に河南彰徳府の知府に昇任。